# Luigi IV Gesualdo
Luigi Gesualdo, IV (Napoli, 1509 – Calitri, 17 maggio 1584) è stato un nobile e mecenate italiano.

## Biografia

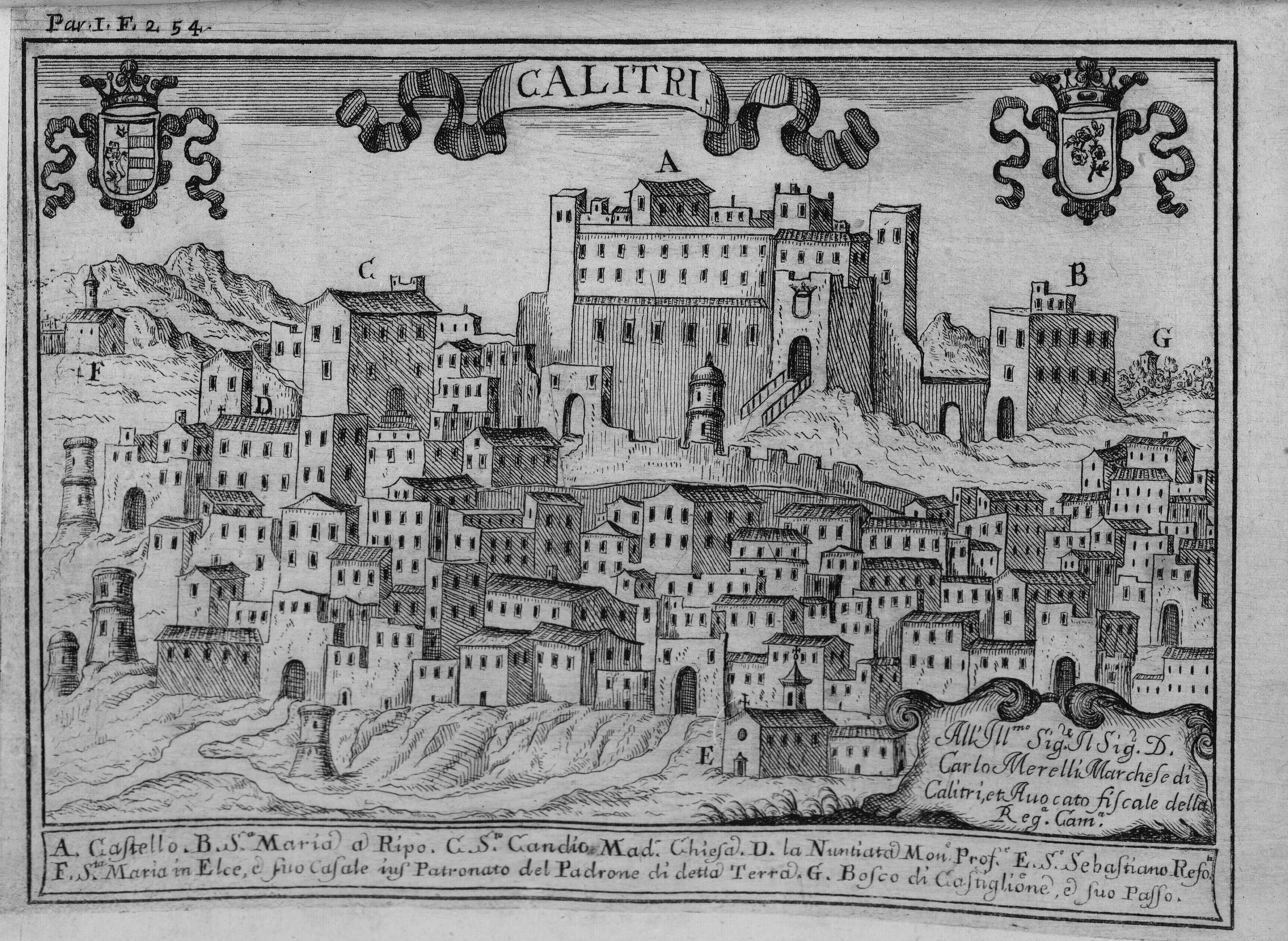
Incisione settecentesca del castello di Calitri.

Luigi fu il primogenito di Fabrizio I Gesualdo e Sveva Caracciolo, figlia di Troiano II di Melfi e Ippolita Sanseverino. Oltre a lui i genitori ebbero altri due figli: Geronimo, che morì poco dopo il matrimonio e Traiano, che fu arcivescovo di Conza. Si sposò con Isabella Ferella (Ferrella o Ferrillo), figlia di Giacomo Alfonso, conte di Muro Lucano e di Maria Balsa, "la quale gli portò in casa grandissima dote", costituita dalla terra di Montefredane e da una rilevante somma di denari, grazie alla quale poté acquistare, per 24.000 ducati, la città di Venosa da Consalvo Fernando di Cordova. La contessa Isabella era sterile, ma per intercessione di san Erberto, patrono di Conza, di cui era devotissima, dopo sei anni di matrimonio nacquero sette figli: Sveva, Fabrizio, Alfonso, Maria, Carlo (morto giovanissimo), Giulio e Costanza. Alla morte del padre Fabrizio, avvenuta il 14 giugno 1545 il primogenito Luigi ottenne, il 30 settembre 1546, l'investitura del contado di Conza, degli altri feudi paterni e della terra di Sant'Angelo all'Esca.  Amministrando saggiamente i suoi beni divenne uno dei signori più ricchi e potenti del Regno: possedeva 98 feudi, di cui vanno aggiunti quello di Gesualdo, la contea di Conza, i marchesati di Laino, Rotondo e Santo Stefano, e il ducato di Caggiano. Intimo consigliere di Filippo II, re di Spagna, si lasciò attrarre, sull'esempio del padre, dal gusto della cultura e fu amico e protettore di letterati, musicisti e poeti, tra cui Bernardo Tasso padre di Torquato. Luigi visse prevalentemente a Calitri, allontanandosene solo a seguito del terremoto del 31 luglio 1561, che fece crollare per metà il magnifico castello di famiglia, stabilendosi con la famiglia nel castello di Venosa fino al 1568 quando ritornò nel castello di Calitri dopo averlo ristrutturato. Purtroppo però era anche molto attaccato al denaro, tanto che la nuova Geronima ebbe a dire al fratello cardinale: "L'empietà del Signor Principe è tanta che se lo vedesse con l'occhi no la crederia e non è uomo che le voglia bene". Luigi morì il 17 maggio 1584, così come scritto in una lettera mandata a Carlo Borromeo da parte di Fabrizio, il quale ereditò i beni del padre essendone primogenito.